# Matej Jacina
Matej Jacina (* 9. března 1949) je bývalý slovenský fotbalista, levý obránce.

## Fotbalová kariéra
V československé lize hrál za VSS Košice. Nastoupil v 18 ligových utkáních. Fotbalovou kariéru ukončil ve 20 letech, věnoval se studiu medicíny a pracoval jako urolog.

## Ligová bilance
| Ročník                                   | Zápasy | Góly | Klub       |
| ---------------------------------------- | ------ | ---- | ---------- |
| 1. československá fotbalová liga 1968/69 | 17     | 0    | VSS Košice |
| 1. československá fotbalová liga 1969/70 | 1      | 0    | VSS Košice |
| CELKEM                                   | 18     | 0    |            |